# Aechmea costantinii
Espèce
Classification phylogénétique
Aechmea costantinii est une espèce de plantes de la famille des Bromeliaceae, endémique de la forêt atlantique (mata atlântica en portugais) au Brésil.

## Synonymes
- Gravisia costantinii Mez[2].